# Xã McJester, Quận Cleburne, Arkansas
Xã McJester (tiếng Anh: McJester Township) là một xã thuộc quận Cleburne, tiểu bang Arkansas, Hoa Kỳ. Năm 2010, dân số của xã này là 463 người.